# Tir aux Jeux olympiques d'été de 2012 - Skeet femmes
Navigation
Pékin 2008 Rio de Janeiro 2016
L'épreuve féminine du skeet  des Jeux olympiques d'été de 2012 se déroule aux Royal Artillery Barracks à Londres, le 29 juillet 2012.

## Format de la compétition
L'épreuve se compose d'un tour de qualification et d'une finale. En qualification, chaque tireuse effectue 3 séries de 25 tirs, sur un parcours en arc de cercle. Les 6 meilleurs tireuses en qualification se qualifient pour la finale.
Lors de la finale, les athlètes effectuent une nouvelle série de 25 tirs. Le score total des 100 tirs détermine le classement final et l'attribution des médailles.

## Médaillés
| Or        | Argent   | Bronze          |
| Kim Rhode | Wei Ning | Danka Barteková |

## Qualification
| Rang | Athlète                 | Pays            | 1  | 2  | 3  | Tie Break | Total | Notes |
| ---- | ----------------------- | --------------- | -- | -- | -- | --------- | ----- | ----- |
| 1    | Kim Rhode               | États-Unis      | 25 | 25 | 24 |           | 74    | Q, RO |
| 2    | Danka Barteková         | Slovaquie       | 25 | 22 | 23 |           | 70    | Q     |
| 3    | Marina Belikova         | Russie          | 24 | 23 | 22 |           | 69    | Q     |
| 4    | Wei Ning                | Chine           | 24 | 19 | 25 |           | 68    | Q     |
| 5    | Christine Wenzel        | Allemagne       | 22 | 23 | 23 |           | 68    | Q     |
| 6    | Chiara Cainero          | Italie          | 22 | 21 | 24 | 2         | 67    | Q     |
| 7    | Therese Lundqvist       | Suède           | 22 | 22 | 23 | 1         | 67    |       |
| 8    | Francisca Crovetto      | Chili           | 22 | 22 | 22 |           | 66    |       |
| 9    | Angelina Michshuk       | Kazakhstan      | 22 | 22 | 22 |           | 66    |       |
| 10   | Véronique Girardet      | France          | 22 | 23 | 21 |           | 66    |       |
| 11   | Sutiya Jiewchaloemmit   | Thaïlande       | 20 | 23 | 22 |           | 65    |       |
| 12   | Lucia Liliana Mihalache | Roumanie        | 25 | 20 | 20 |           | 65    |       |
| 13   | Çiğdem Özyaman          | Turquie         | 23 | 20 | 20 |           | 63    |       |
| 14   | Elena Allen             | Grande-Bretagne | 20 | 20 | 20 |           | 60    |       |
| 15   | Lauryn Mark             | Australie       | 17 | 22 | 20 |           | 59    |       |
| 16   | Panagiota Andreou       | Chypre          | 15 | 22 | 20 |           | 57    |       |
| 17   | Mona El-Hawary          | Égypte          | 14 | 20 | 17 |           | 51    |       |

## Finale
| Rang               | Athlète          | Country    | Qualif | Finale | Total | Médaille de bronze Tie Break | Notes |
| ------------------ | ---------------- | ---------- | ------ | ------ | ----- | ---------------------------- | ----- |
| Médaille d'or      | Kim Rhode        | États-Unis | 74     | 25     | 99    |                              | RM    |
| Médaille d'argent  | Wei Ning         | Chine      | 68     | 23     | 91    |                              |       |
| Médaille de bronze | Danka Barteková  | Slovaquie  | 70     | 20     | 90    | 4                            |       |
| 4                  | Marina Belikova  | Russie     | 69     | 21     | 90    | 3                            |       |
| 5                  | Chiara Cainero   | Italie     | 67     | 22     | 89    |                              |       |
| 6                  | Christine Wenzel | Allemagne  | 68     | 21     | 89    |                              |       |

## Sources
- Le site officiel du Comité international olympique
- Site officiel de Londres 2012